# デイヴ・レニー
デイヴ・レニー（Dave Rennie、1963年12月22日 - ）は、ニュージーランドのラグビー指導者。現在はジャパンラグビーリーグワン・コベルコ神戸スティーラーズのディレクター・オブ・ラグビー兼ヘッドコーチを務める。

## プロフィール
- ニュージーランド・ロワー・ハット出身[1]。
- 現役時代のポジションはウィング(WTB)、センター(CTB)[2]。
- クック諸島代表に選ばれたことがある[3]。

## 略歴
現役時代はウェリントンなどでプレーしていた。
現役引退後、U20ニュージーランド代表、チーフス、グラスゴー・ウォリアーズなどのコーチを歴任して、2019年、マイケル・チャイカ前コーチの後を受けて、オーストラリア代表のヘッドコーチに就任。
しかし成績不振のため、2023年1月にはオーストラリア代表のヘッドコーチを解任された。同年5月、コベルコ神戸スティーラーズのディレクターオブラグビー兼ヘッドコーチに就任。